# Pyomètre

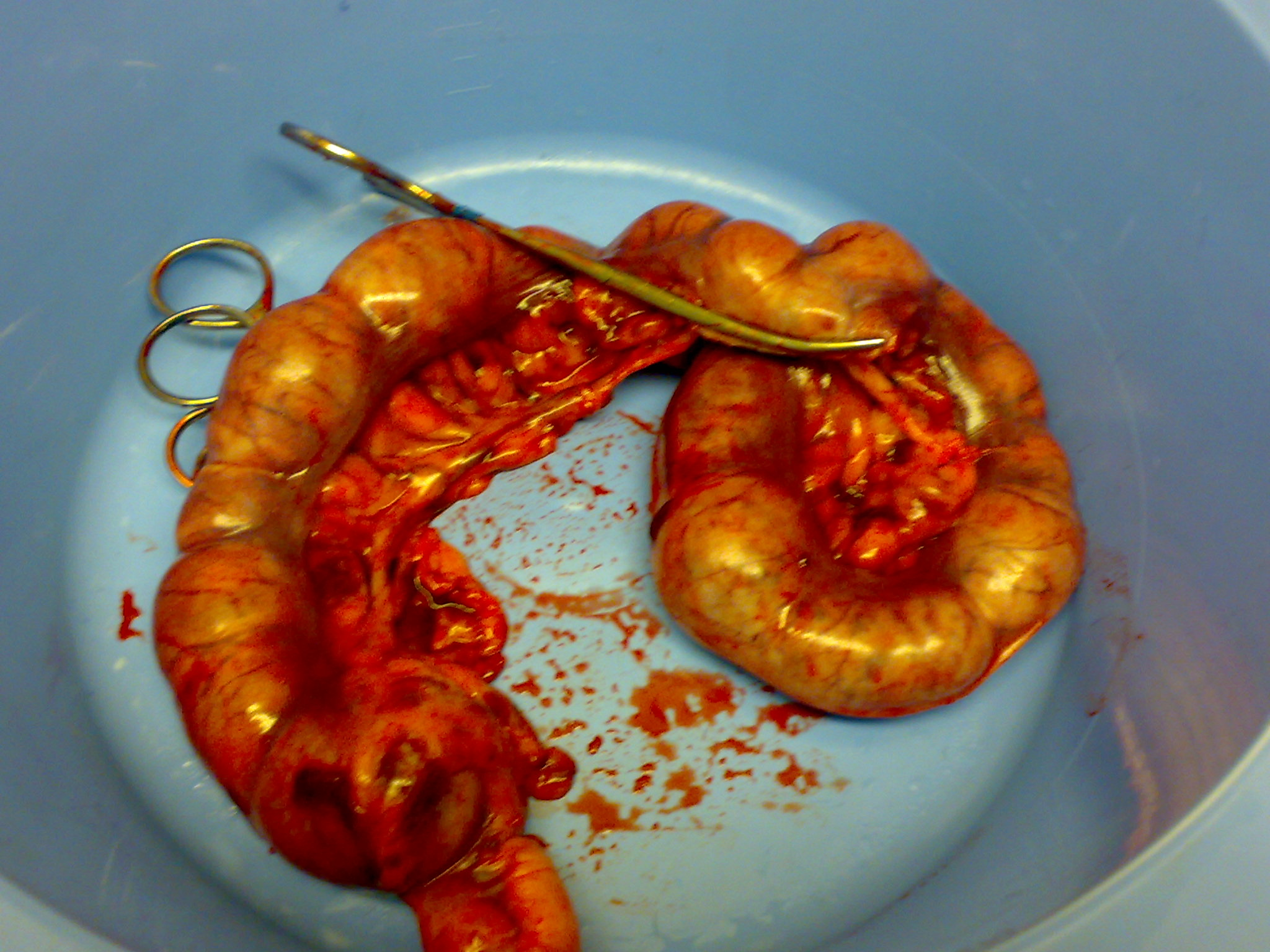
Utérus avec un pyomètre, après son ablation chez une chienne.

Un pyomètre est une infection utérine accompagnée d'une infection de pus à l'intérieur de l'utérus. Il survient généralement chez la chatte ou la chienne non stérilisée. Il s'agit d'une urgence médicale. 
Le pyomètre est également appelé métrite post-oestrale ou purulente, ou encore endométrite chronique. 
Chez l'être humain, il s'agit d'une pathologie rare. 

## Épidémiologie
Le pyomètre survient le plus souvent chez la femelle adulte entière, d'âge moyen voire avancé. Le pyomètre est plus courant chez les chiennes que chez les chattes. L'incidence s'élève ainsi à 199 nouveaux cas pour 10 000 chiens-année contre 17 nouveaux cas pour 10 000 chats-année.

### Facteurs de risque
L'usage de certains médicaments, comme les substances contraceptives (progestatifs ou œstrogènes), est associé à un risque plus élevé de pyomètre. Un facteur génétique pourrait favoriser la survenue de pyomètre.

## Physiopathologie
Le pyomètre est d'origine à la fois hormonale et bactérienne
Le pyomètre peut se caracteriser par des saignements de la vulve qui peuvent etre de couleur fonce/noir.

## Signes cliniques
Le pyomètre se déclenche généralement entre 2 à 4 mois après l'oestrus. Il est fréquemment accompagné d'écoulements vaginaux muqueux ou purulents, contenant parfois du sang quand le col de l'utérus est ouvert. En cas de col fermé, les écoulements peuvent être absents et l'utérus se distendre. Les écoulements peuvent également ne pas être visibles si la femelle se toilette l'orifice vaginal.
Les autres symptômes incluent la fatigue, des troubles gastrointestinaux (vomissements, diarrhées), de la fièvre, une anorexie, une polyurie et une polydipsie, de la déshydratation, une augmentation des fréquences cardiaque et respiratoire.

## Diagnostic
Le diagnostic repose sur un examen clinique et sur l'historique des chaleurs de l'animal.
Des examens complémentaires, en particulier l'échographie, permettent de visualiser la taille et la dilatation de la cavité utérine, de vérifier la présence de fluides, et écarter d'autres causes ou d'autres affections qui pourraient affecter la prise en charge,. Une cytologie vaginale est également possible, ainsi qu'une vaginoscopie.
Il est nécessaire de réaliser un diagnostic différentiel avec une mucométrie ou une hydrométrie. 
L'examen de l'utérus après son ablation permet de confirmer définitivement le diagnostic.

## Prise en charge
Il s'agit d'une urgence vétérinaire.
La prise en charge est à la fois médicamenteuse et chirurgicale, et s'accompane d'une fluidothérapie le cas échéant. Dans certains cas mineurs, un traitement médicamenteux seul est envisageable, pour une durée minimum de deux semaines.
Une ovariohystérectomie (ablation de l'utérus et des ovaires) est réalisée, en prenant garde à ce que la matrice ne se rompe pas pendant l'intervention, l'utérus étant alors plus fragile . La cavité abdominale ne doit pas être contaminée par le pus susceptible de s'écouler de l'utérus pendant l'intervention, ou alors doit être abondamment rincée avec de grandes quantités de solution saline tiède.
Des prostaglandines sont administrées, afin de contrer les effets des hormones. L'antibiothérapie est dirigée contre E. coli, sauf en cas de péritonite, de sepsis ou de choc septique, où un spectre plus large est privilégié. Cependant, les antibiotiques ne sont pas efficaces à eux seuls pour résoudre entièrement le pyomètre.

## Pronostic
Le pronostic est bon si le pyomètre est traité à temps. Le pyomètre est fatal dans 3 à 20 % des cas. Des complications sont observées dans 20 % des cas : péritonite, rupture utérine, choc septique, infections liées à la chirurgie.

## Prévention
La stérilisation, avec le retrait des ovaires et de l'utérus (ovariohystérectomie), prévient la survenue de pyomètre chez la chienne.